# Piz Trovat
Piz Trovat je hora o nadmořské výšce 3145 m n. m. patřící do horské skupiny Bernina v kantonu Graubünden ve Švýcarsku.

## Poloha a okolí
Hora leží jižně od údolí Val Bernina na území obce Pontresina. Sousedními vrcholy jsou Sass Queder (3065 m) na severu a Munt Pers (3206 m) na severozápadě. Nachází se v bezprostřední blízkosti ledovce Pers.
Na vrchol se lze dostat také po via ferratě ve dvou variantách různé obtížnosti (C a E). Výstup z horní stanice lanovky Diavolezza (2973 m) trvá asi 20 až 30 minut. Jedná se o první via ferratu v Engadinu.